# Julian Egerton
Pour les articles homonymes, voir Egerton.
Julian Egerton, né le 24 août 1848 à Londres et mort le 22 janvier 1945) est un clarinettiste classique britannique.

## Biographie
Julian Egerton est né à Londres. Bien qu'il ait contracté la polio à l'âge de huit ans, il a poursuivi une carrière longue et productive, se produisant jusqu'à l'âge de 93 ans. Il a d'abord étudié avec son père, William Egerton, puis avec George Tyler de la Royal Philharmonic Society. Il a été le premier clarinettiste britannique à interpréter le quintette pour clarinette op. 115 de Brahms . Il a été professeur au Royal College of Music en remplacement de Henry Lazarus de 1894 à 1910, et au Kneller Hall (en) à partir de 1889. Parmi ses élèves figurent Charles Draper et Haydn Draper.
Lorsque les State and Private Bands de la reine Victoria sont réorganisés en 1870, Julian Egerton reprend la place de son père, à l'âge de 22 ans, poste qu'il occupe jusqu'en 1909. Il a également été le chef d'orchestre des Hans Richter Concerts dès leur création en 1879, ainsi que de nombreux festivals provinciaux. Il a joué au premier et à de nombreux autres concerts promenade au Queen's Hall sous la direction de Henry J. Wood.
En 1910, il abandonne ses deux postes d'enseignant pour des raisons personnelles, à la surprise et au regret des institutions concernées.
En 1911, sa femme Caroline Wakelin, qu'il avait épousée en 1872, meurt. Ensemble, ils ont eu sept enfants. Il se remarie en 1917 et s'installe peu après à Bilsington dans le Kent, où il meurt à l'âge de 96 ans.
Sa paire de clarinettes en ébonite système ordinaire à 13 clefs fabriquées par J. Fieldhouse a été rachetée à la veuve de George Tyler décédé en 1878 et Julian Egerton les a utilisé jusqu'à sa mort. Elles sont désormais conservées dans la collection F.G. Rendall du musée d'Edimbourg d'instruments de musique historiques.